# Horst van Cuyck
 (juin 2024).
Si vous disposez d'ouvrages ou d'articles de référence ou si vous connaissez des sites web de qualité traitant du thème abordé ici, merci de compléter l'article en donnant les références utiles à sa vérifiabilité et en les liant à la section « Notes et références ».
Horst van Cuyck (29 juillet 1939 - 26 juin 2014) était un consultant en affaires allemand.

## Biographie
Horst Bernhard Gerd Hans van Cuyck naquit le 29 juillet 1939 à Göttingen. Il était le fils cadet d’Ernst Merk (1903-1975) et de Beatrice van Cuyck (1901-1990). Il avait encore deux sœurs et un frère : Ingrid, Armgard et Albert. Sa grand-mère du côté paternel, Marie Sedlmayr, était une descendante de la famille Sedlmayr bien connue de Munich, les propriétaires des brasseries Spaten et Franziskaner. Son grand-père du côté maternel, Hans Friedrich van Cuyck (1880-1943), époux de Carolina Hayotte (1880-1961), était pédiatre à Krefeld. 
À cause de la guerre, Horst van Cuyck résida jusqu’en 1945 pour la plupart du temps à Walchsee (Autriche), où les Sedlmayr possédaient une maison. Son père fut arrêté le 11 mai 1945 à Courlande et resta incarcéré en Russie jusqu’en octobre 1955. 
Horst van Cuyck retourna à Göttingen en 1947 pour aller à l’école. Après son Abitur à Bayreuth il fit des études de commerce à Munich en suivant en même temps une formation chez la Deutsche Bank. Il travailla successivement comme collaborateur de la Bayerische Vereinsbank à Munich et de Merrill Lynch à Francfort-sur-le-Main et à Munich. En 1971 il devint gérant adjoint de Merrill Lynch Munich, en 1973 manager d’E.F. Hutton Munich et en 1976 manager d’E.F. Hutton Allemagne.
À partir de 1977 il s’établit comme conseiller d’entreprises indépendant et quelques années plus tard il fonda l’entreprise Diomedes AG à Meggen (Suisse).
Horst van Cuyck eut deux fils (Christophe ° 1968 et Alexander ° 1969) de son premier mariage avec Helene Marie Haarmann († 1990) et une fille, Victoria (° 1995), et un fils Leopold (° 1997) de ses secondes noces avec Armgard Meininghaus. Le 28 janvier 2013 il épousa Caroline Gräfin von Arco-Zinnerberg.
Horst van Cuyck décéda à Munich le 26 juin 2014. Il est enterré à Walchsee.

## Un cœur pour l’art et la culture[style à revoir]
Horst van Cuyck était un collectionneur passionné d’art et d’antiquités. Partant de cet intérêt il étudia en 1991-1994 l’Histoire de l’Art et l’Archéologie à l’Université Louis-et-Maximilien de Munich. Entre 2010 et 2015 il finança une chaire d’Histoire de l’Art et un poste d’assistant à l’Université de Berne. Il fut membre du conseil d’administration du Bayerisches Nationalmuseum et des Amis de l’Orchestre Philharmonique de Munich. Il appartint à l’inner circle de la Glyptothèque de Munich.
Horst van Cuyck offrit sa collaboration à différentes expositions, notamment à L’Héritage de Charlemagne (Ename, Centre Provencial du Patrimoine, 9 mai - 30 novembre 2014) et Offiziersehre und Widerstand. Das Reiterregiment 17 und die Wurzeln des Staatsstreiches vom 20. Juli 1944 (Ingolstadt, Bayerisches Armeemuseum, exposition permanente depuis le 25 novembre 2014 à Reduit Tilly).

## Histoire familiale
Horst van Cuyck était passionné par l’art en général et par l’histoire de la famille van Cuyck en particulier. Celle-ci remonte loin dans le temps et commence au XIe siècle avec Herman van Malsen et Ide de Boulogne, la sœur de Godefroy de Bouillon et la fille d’Eustache II de Boulogne et de Sainte Ide. Leurs descendants développèrent une zone de pouvoir dans les environs de Cuijk (Pays-Bas), mais aussi à Utrecht, Liège, Namur et Hoogstraten. Ils furent des seigneurs, mais aussi et surtout des diplomates qui remplirent à maintes reprises des missions étrangères pour les maisons royales d’Angleterre et de France ou pour des familles comtales et ducales. À partir du XVIe siècle on retrouve les Van Cuyck comme bourgmestres ou comme échevins à Utrecht. Une branche de la famille fonda une grande entreprise de tourbe. Ils furent et demeurèrent catholiques et durent donc, au XVIIe siècle, s’exiler vers les environs d’Afferden (qui appartenait aux Pays-Bas méridionaux). Un peu plus tard ils franchirent la frontière pour poursuivre leur histoire en Allemagne.

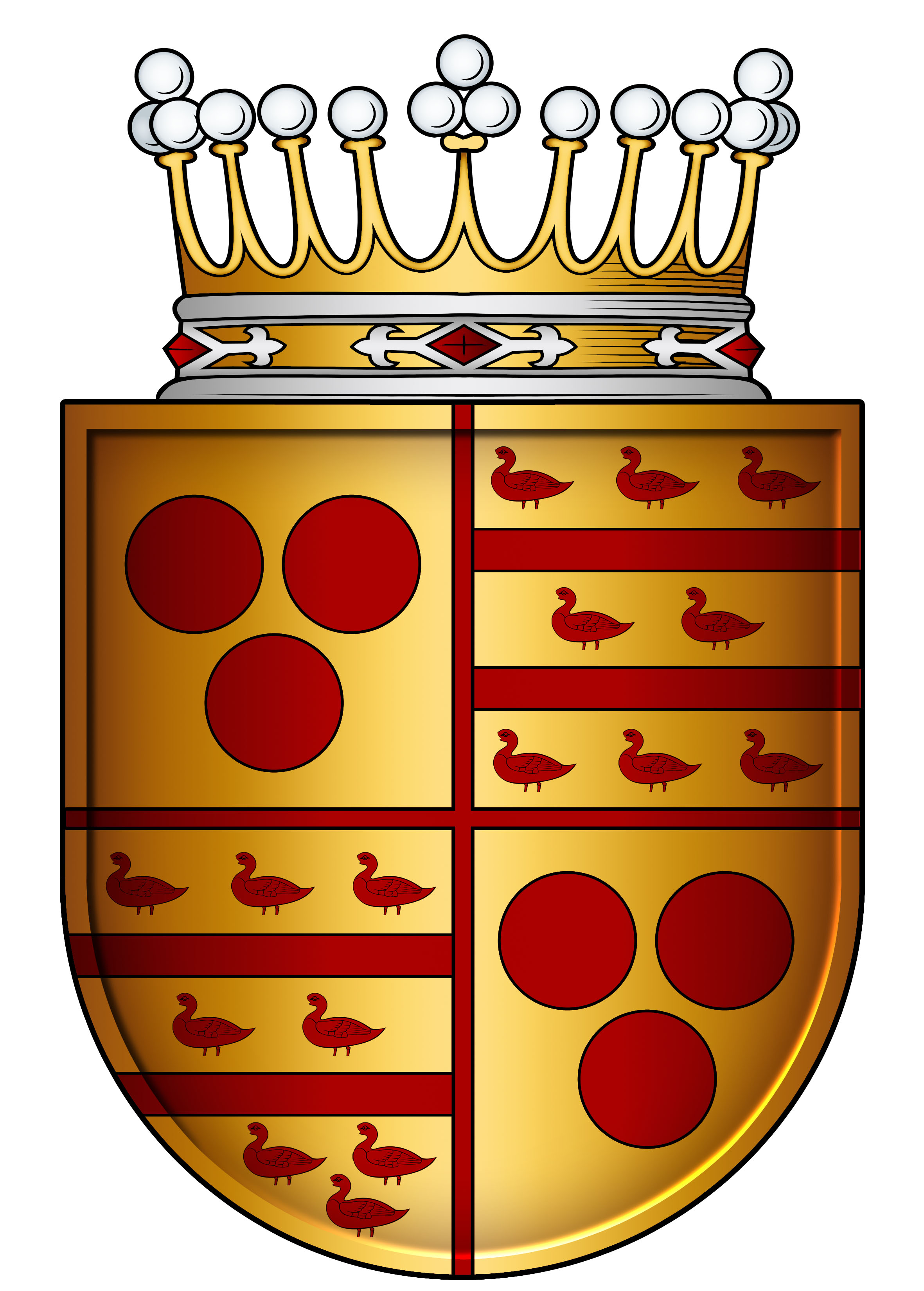
Armoiries de Horst van Cuyck.

## Armoiries
Les armoiries de Horst van Cuyck se composent de trois éléments distincts : 
Dans le premier et quatrième quartier nous retrouvons les armoiries des comtes de Boulogne, en référence à Eustache II de Boulogne et de son épouse Sainte Ide, les parents d’Ide de Boulogne et aïeule de la dynastie des van Cuyck. Dans le deuxième et troisième quartier nous retrouvons les armes des seigneurs de Cuijk, en référence évidemment à l’histoire médiévale de la famille van Cuyck. L’écusson est orné d’une couronne d’or, une référence au titre de comte des seigneurs de Cuijk. Les armoiries de Horst van Cuyck sont enregistrées sur l’armorial du ‘’Münchner Herold’’ sous le numéro 092/11899.

### Source de la traduction
- (en) Cet article est partiellement ou en totalité issu de l’article de Wikipédia en anglais intitulé « Horst van Cuyck » (voir la liste des auteurs).